# Paralympiska sommarspelen 1992
Paralympiska sommarspelen 1992 hölls i Barcelona, Spanien, från 3 till 14 september 1992 och var det nionde i ordningen. 3 020 idrottare från 82 länder deltog i 15 idrotter.
Framgångsrikaste nation var USA som vann 175 medaljer, varav 75 guld. Sverige vann 38 medaljer fördelade på 7 guld, 22 silver och 9 brons.

## Sporter
- Boccia
- Bordtennis
- Bågskytte
- Friidrott
- Cykling
- 7-a-side-fotboll
- Goalball
- Judo
- Lyftgrenar
  - Styrkelyft
  - Tyngdlyftning
- Sportskytte
- Simning
- Rullstolsbasket
- Rullstolsfäktning
- Rullstolstennis
- Volleyboll

## Medaljtabell
| Pl. | Nation         | Guld | Silver | Brons | Totalt |
| --- | -------------- | ---- | ------ | ----- | ------ |
| 1.  | USA            | 75   | 52     | 48    | 175    |
| 2.  | Tyskland       | 61   | 51     | 59    | 171    |
| 3.  | Storbritannien | 40   | 47     | 41    | 128    |
| 4.  | Frankrike      | 36   | 36     | 34    | 106    |
| 5.  | Spanien        | 34   | 31     | 42    | 107    |
| 6.  | Kanada         | 28   | 21     | 26    | 75     |
| 7.  | Australien     | 24   | 27     | 25    | 76     |
| 8.  | Förenade laget | 16   | 14     | 15    | 45     |
| 9.  | Nederländerna  | 14   | 14     | 11    | 39     |
| 10. | Norge          | 13   | 13     | 7     | 33     |